# ایدی‌گوز
آیدی‌گوز یا سفیدخانی یکی از روستاهای استان آذربایجان شرقی است که در دهستان کندوان بخش کندوان شهرستان میانه واقع شده‌است. اکثر این روستا در دست خاندان محمدپور هست